# کاواگوچی ۷۹۵۳
سیارک ۷۹۵۳ (به انگلیسی: 7953 Kawaguchi، نامگذاری:1993KP) هفت هزار و نهصد و پنجاه و سومین سیارک کشف شده‌است که در ۲۰ مه ۱۹۹۳ کشف شد.
قدر مطلق سیارک برابر ۱۳٫۹۰ است.